# Али Хасан Саламех
Али Хасан Саламех (на арабски: علي حسن سلامة) е ръководителят на терористичната група „Черен септември“, организацията осъществила атентата на летните олимпийски игри 1972 в Мюнхен.
Саламех произхожда от заможно семейство от село Кула край Рамала днес на територията на Израел, селото му е обезлюдено по време на арабско израелската война от 1948 г. Прекарва детството си в Палестина. Прякорът му – „Червения принц“ е плод на охолния му живот.
Убит е на 22 януари 1979 г. в Бейрут от кола-бомба. Убийството му се приписва на Мосад.
Според някои източници Саламех е действал като таен контактьор между Организацията за освобождение на Палестина и ЦРУ. Той е гарантирал на американците да не стават жертви на терористични действия срещу финансова подкрепа. По всяка вероятност тези взаимоотношения продължават до смъртта му.